# Lafayette (Californie)
Pour les articles homonymes, voir Lafayette.
Lafayette est une municipalité située dans l’État américain de la Californie, dans le comté de Contra Costa. Selon le recensement de 2000, la population est de 23 908 habitants.

## Démographie
| 1960  | 1970   | 1980   | 1990   | 2000   | 2010   |
| ----- | ------ | ------ | ------ | ------ | ------ |
| 7 114 | 20 484 | 20 837 | 23 501 | 23 908 | 23 893 |

## Personnalités liées à la ville
- Emilio Segrè (1905-1989), physicien d'origine italienne et prix Nobel de physique, mort à Lafayette[2].
- Brent Mydland (1952-1990), musicien membre du groupe Grateful Dead, mort dans sa résidence de Lafayette.